# Powiat Sprottau

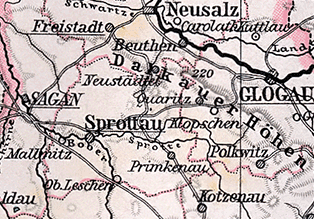
Kreis Sprottau, 1905 r.

Powiat Sprottau (niem. Kreis Sprottau, pol. powiat szprotawski) – niemiecki powiat istniejący w okresie od 1741 do 1945 r. na terenie prowincji śląskiej.
Powiat Sprottau utworzono w rejencji legnickiej pruskiej prowincji Śląsk. W 1932 r. do powiatu Sprottau włączono większość zlikwidowanego powiatu Sagan, ale jednocześnie siedzibą powiatu zostało miasto Żagań. Od 1945 r. terytorium powiatu znajduje się pod administracją polską.
W 1910 r. powiat obejmował 108 gmin o powierzchni 730,15 km² zamieszkanych przez 39.882 osób.